# Unione Sportiva Sassuolo Calcio 2022-2023 (femminile)
Questa voce raccoglie le informazioni riguardanti la sezione femminile dell'Unione Sportiva Sassuolo Calcio nelle competizioni ufficiali della stagione 2022-2023.

## Stagione
Il campionato di Serie A è partito con una serie di quattro sconfitte nelle prime cinque giornate e altri risultati negativi, che hanno portato la squadra all'ultimo posto verso la fine del girone d'andata. Grazie al miglioramento delle prestazioni nel corso del girone di ritorno, le neroverdi hanno concluso la stagione regolare al sesto posto, accedendo, così, alla poule salvezza. Il campionato è stato, infine, concluso al sesto posto, al primo posto nella poule salvezza, con 38 punti conquistati, frutto di 11 vittorie, 5 pareggi e 10 sconfitte. In Coppa Italia la squadra è stata eliminata già ai gironi preliminari, avendo concluso il girone H al secondo posto dietro al ChievoVerona FM, militante in Serie B.

## Divise e sponsor
Il fornitore tecnico per la stagione 2022-2023 è Puma, mentre lo sponsor ufficiale è Mapei.
| Casa | Trasferta |

## Organigramma societario
Dati estratti dal sito ufficiale.
Area amministrativa
- Presidente sezione femminile: Elisabetta Vignotto
- Direttore sviluppo calcio femminile: Alessandro Terzi
- Responsabile settore giovanile: Riccardo Soragni
- Responsabile scouting femminile: Lorenzo Romagnoli
- Segreteria: Giorgio Gagliardi, Francesco Messori
- Area marketing, comunicazioni e sponsorizzazioni: Master Group Sport
- Addetto stampa: Greta Spagnulo

Area tecnica
- Allenatore: Gianpiero Piovani
- Vice allenatore: Stefano Sacchetti[5]

## Rosa
Rosa e numeri come da sito ufficiale.
| N. |                       | Ruolo | Calciatrice         |
| -- | --------------------- | ----- | ------------------- |
| 1  | Italia (bandiera)     | P     | Lia Lonni           |
| 2  | Belgio (bandiera)     | D     | Davina Philtjens    |
| 3  | Italia (bandiera)     | D     | Sara Mella          |
| 4  | Danimarca (bandiera)  | C     | Caroline Pleidrup   |
| 6  | Sudafrica (bandiera)  | C     | Refiloe Jane        |
| 7  | Bulgaria (bandiera)   | A     | Evdokija Popadinova |
| 8  | Italia (bandiera)     | C     | Giada Pondini       |
| 9  | Italia (bandiera)     | A     | Eleonora Goldoni    |
| 10 | Italia (bandiera)     | C     | Melissa Bellucci    |
| 11 | Italia (bandiera)     | A     | Asia Bragonzi       |
| 11 | Danimarca (bandiera)  | A     | Dajan Hashemi       |
| 12 | Austria (bandiera)    | P     | Isabella Kresche    |
| 14 | Slovacchia (bandiera) | C     | Karen "Mak" Maková  |
| 15 | Italia (bandiera)     | C     | Benedetta Brignoli  |
| 16 | Italia (bandiera)     | C     | Nicole Da Canal     |
| 18 | Portogallo (bandiera) | C     | Catarina Realista   |
| 18 | Italia (bandiera)     | A     | Daniela Sabatino    |
| 19 | Italia (bandiera)     | C     | Mary Clare Petrillo |
| 20 | Italia (bandiera)     | D     | Benedetta Orsi      |

| N. |                        | Ruolo | Calciatrice                      |
| -- | ---------------------- | ----- | -------------------------------- |
| 21 | Italia (bandiera)      | C     | Martina Tomaselli                |
| 22 | Italia (bandiera)      | A     | Giuseppina Moraca                |
| 23 | Italia (bandiera)      | C     | Giorgia Tudisco                  |
| 24 | Italia (bandiera)      | C     | Anastasia Ferrara                |
| 25 | Italia (bandiera)      | A     | Isotta Nocchi                    |
| 26 | Scozia (bandiera)      | A     | Lana Clelland                    |
| 27 | Italia (bandiera)      | A     | Valeria Monterubbiano            |
| 27 | Italia (bandiera)      | C     | Veronica Battelani               |
| 28 | Italia (bandiera)      | C     | Martina Brustia                  |
| 29 | Argentina (bandiera)   | A     | Rocio Bueno                      |
| 32 | Germania (bandiera)    | D     | Tamar Dongus                     |
| 33 | Danimarca (bandiera)   | D     | Julie Nowak                      |
| 73 | Italia (bandiera)      | P     | Nicole Lauria                    |
| 77 | Ungheria (bandiera)    | D     | Virág Nagy                       |
| 78 | Italia (bandiera)      | C     | Manuela Sciabica                 |
| 85 | Italia (bandiera)      | D     | Maria Luisa Filangeri (capitano) |
| 88 | Bielorussia (bandiera) | A     | Karina Ol'chovik                 |
| 99 | Italia (bandiera)      | P     | Erica Di Nallo                   |
|    | Italia (bandiera)      | C     | Manuela Perselli                 |

## Calciomercato

### Sessione estiva
| Acquisti | Acquisti              | Acquisti        | Acquisti      |
| R.       | Nome                  | da              | Modalità      |
| -------- | --------------------- | --------------- | ------------- |
| P        | Isabella Kresche      | St. Pölten      | [ 11 ]        |
| P        | Lia Lonni             | Orobica         | [ 12 ]        |
| D        | Sara Mella            | Empoli          | [ 13 ]        |
| D        | Valeria Monterubbiano | Empoli          | fine prestito |
| D        | Virág Nagy            | MTK Hungária    | [ 14 ]        |
| D        | Julie Nowak           | HB Køge         | [ 15 ]        |
| C        | Veronica Battelani    | Sampdoria       |               |
| C        | Melissa Bellucci      | Juventus        | in prestito   |
| C        | Federica Buonamassa   | Pink Sport Time | fine prestito |
| C        | Refiloe Jane          | Milan           | svincolata    |
| C        | Caroline Pleidrup     | Brøndby         | [ 14 ]        |
| C        | Catarina Realista     | Pomigliano      | fine prestito |
| C        | Giorgia Tudisco       | Pomigliano      | [ 17 ]        |
| A        | Karina Ol'chovik      | ChievoVerona FM | [ 12 ]        |
| A        | Asia Bragonzi         | Juventus        | in prestito   |
| A        | Rocio Bueno           | Racing Club     | in prestito   |
| A        | Eleonora Goldoni      | Napoli          | [ 20 ]        |
| A        | Giuseppina Moraca     | Pomigliano      | [ 13 ]        |
| A        | Isotta Nocchi         | Fiorentina      | [ 14 ]        |
| A        | Evdokija Popadinova   | Napoli          | [ 21 ]        |

| Cessioni | Cessioni           | Cessioni        | Cessioni      |
| R.       | Nome               | a               | Modalità      |
| -------- | ------------------ | --------------- | ------------- |
| P        | Chiara Binini      | Bologna         |               |
| P        | Francesca De Bona  | Ternana         | in prestito   |
| P        | Diede Lemey        | Fortuna Sittard | [ 23 ]        |
| P        | Alice Lugli        | Brescia         | [ 24 ]        |
| D        | Marta Maffei       | Ternana         | in prestito   |
| D        | Mana Mihashi       | Inter           | [ 25 ]        |
| D        | Alice Pellinghelli | Verona          | in prestito   |
| D        | Alice Rossi        | Cesena          | in prestito   |
| D        | Erika Santoro      | Parma           |               |
| C        | Veronica Battelani | Pomigliano      | in prestito   |
| C        | Alice Benoît       | Parma           |               |
| C        | Kamila Dubcová     | Milan           | [ 29 ]        |
| C        | Nanoka Iriguchi    | Cesena          | [ 30 ]        |
| C        | Alice Parisi       | Fiorentina      | [ 31 ]        |
| A        | Giada Aldini       | Ternana         | in prestito   |
| A        | Haley Bugeja       | Orlando Pride   | [ 32 ]        |
| A        | Michela Cambiaghi  | Parma           |               |
| A        | Sofia Cantore      | Juventus        | fine prestito |
| A        | Claudia Ferrato    | ChievoVerona FM | [ 34 ]        |
| A        | Chiara Micheli     | Parma           |               |
| A        | Valeria Pirone     | Parma           |               |

### Sessione invernale
| Acquisti | Acquisti          | Acquisti     | Acquisti   |
| R.       | Nome              | da           | Modalità   |
| -------- | ----------------- | ------------ | ---------- |
| C        | Martina Brustia   | Inter        | definitivo |
| C        | Anastasia Ferrara | Roma         | prestito   |
| A        | Dajan Hashemi     | Nordsjælland | definitivo |
| A        | Daniela Sabatino  | Fiorentina   | definitivo |

| Cessioni | Cessioni            | Cessioni        | Cessioni      |
| R.       | Nome                | a               | Modalità      |
| -------- | ------------------- | --------------- | ------------- |
| C        | Federica Buonamassa | ChievoVerona FM | definitivo    |
| C        | Karen "Mak" Maková  | Cesena          | in prestito   |
| C        | Catarina Realista   |                 | svincolata    |
| A        | Karina Ol'chovik    | Cesena          | in prestito   |
| A        | Asia Bragonzi       | Juventus        | fine prestito |
| A        | Rocio Bueno         | Racing Club     | fine prestito |

## Risultati

### Serie A

#### Prima fase

##### Girone di andata
| Arbitro: | Kumara (Verona) |

|              |           |               |
| Clelland 20’ | Marcatori | 68’, 82’ Gago |

| Arbitro: | Turrini (Firenze) |

|                          |           |             |
| Cambiaghi 41’ Benoît 90’ | Marcatori | 20’ Pondini |

| Arbitro: | Madonia (Palermo) |

|                                       |           |          |
| Vigilucci 2’ Grimshaw 20’ Mesjasz 81’ | Marcatori | 48’ Jane |

| Arbitro: | Nicolini (Brescia) |

|               |           |             |
| Philtjens 63’ | Marcatori | 20’ Girelli |

| Arbitro: | Petrella (Viterbo) |

|                                  |           |  |
| Parisi 19’ Sabatino 45+1’ (rig.) | Marcatori |  |

| Arbitro: | Cherchi (Carbonia) |

|  |           |               |
|  | Marcatori | 90+2’ Bartoli |

| Arbitro: | Di Francesco (Ostia Lido) |

|               |           |                |
| Tomaselli 61’ | Marcatori | 90+2’ Chawinga |

| Arbitro: | Iannello (Messina) |

|                              |           |                               |
| Kubassova 23’ Di Luzio 90+3’ | Marcatori | 45+4’ Filangeri 64’ Tomaselli |

| Arbitro: | Ubaldi (Roma 1) |

|                             |           |              |
| Popadinova 24’ Clelland 67’ | Marcatori | 48’ Gallazzi |

##### Girone di ritorno
| Arbitro: | Gangi (Enna) |

|  |           |                               |
|  | Marcatori | 21’ Goldoni 55’ Monterubbiano |

| Arbitro: | Ceriello (Chiari) |

|                           |           |                            |
| Clelland 8’ Goldoni 90+4’ | Marcatori | 13’ Martinovic 82’ Banusic |

| Arbitro: | Frascaro (Firenze) |

|  |           |            |
|  | Marcatori | 1’ Asllani |

| Arbitro: | Lovison (Padova) |

|            |           |                |
| Salvai 52’ | Marcatori | 90+1’ Sciabica |

| Arbitro: | Giaccaglia (Jesi) |

|  |           |           |
|  | Marcatori | 39’ Agard |

| Arbitro: | Gemelli (Messina) |

|                                               |           |  |
| Giacinti 3’, 31’ Alves 26’, 70’ Giugliano 62’ | Marcatori |  |

| Arbitro: | Cerbasi (Arezzo) |

|                                         |           |  |
| Nchout 54’ Karchouni 61’ Chawinga 90+3’ | Marcatori |  |

| Arbitro: | Centi (Terni) |

|                  |           |  |
| Sabatino 6’, 30’ | Marcatori |  |

| Arbitro: | Di Reda (Molfetta) |

|  |           |                         |
|  | Marcatori | 69’ Sabatino 82’ Dongus |

#### Poule salvezza

##### Girone di andata
| Arbitro: | Panettella (Bari) |

|                                   |           |  |
| Jane 6’ Sabatino 23’ Clelland 49’ | Marcatori |  |

| Arbitro: | Caldera (Como) |

|  |           |               |
|  | Marcatori | 76’ Tomaselli |

| Arbitro: | Nicolini (Brescia) |

|                                 |           |  |
| Cetinja 51’ (aut.) Clelland 69’ | Marcatori |  |

| 15-16 aprile 2023 4ª giornata |  | – Turno di riposo |  |  |

| Arbitro: | Pascarella (Nocera Inferiore) |

|                                  |           |          |
| Linberg 15’ Karlernäs 83’ (rig.) | Marcatori | 31’ Jane |

##### Girone di ritorno
| Arbitro: | Mirabella (Napoli) |

|  |           |                   |
|  | Marcatori | 84’, 86’ Clelland |

| Arbitro: | Maggio (Lodi) |

|                                                                        |           |                                                |
| Pleidrup 18’ Monterubbiano 43’, 50’ Clelland 58’ Sabatino 90+2’ (rig.) | Marcatori | 1’ Heroum 47’ Corbin 59’ Cambiaghi 66’ Banusic |

| Arbitro: | Vergaro (Bari) |

|             |           |                                  |
| Corelli 58’ | Marcatori | 36’ Monterubbiano 90+1’ Clelland |

| 20-21 maggio 2023 9ª giornata |  | – Turno di riposo |  |  |

| Arbitro: | Rinaldi (Bassano del Grappa) |

|                           |           |                   |
| Brignoli 36’ Clelland 63’ | Marcatori | 90+4’ Stapelfeldt |

### Coppa Italia

#### Gironi eliminatori
| Arbitro: | Chirnoaga (Tivoli) |

|  |           |                     |
|  | Marcatori | 50’ Moraca 83’ Jane |

| Arbitro: | Allegretta (Molfetta) |

|                              |           |          |
| Ferrato 11’ Dallagiacoma 64’ | Marcatori | 46’ Jane |

## Statistiche

### Statistiche di squadra
| Competizione | Punti | In casa | In casa | In casa | In casa | In casa | In casa | In trasferta | In trasferta | In trasferta | In trasferta | In trasferta | In trasferta | Totale | Totale | Totale | Totale | Totale | Totale | DR |
| Competizione | Punti | G       | V       | N       | P       | Gf      | Gs      | G            | V            | N            | P            | Gf           | Gs           | G      | V      | N      | P      | Gf     | Gs     | DR |
| ------------ | ----- | ------- | ------- | ------- | ------- | ------- | ------- | ------------ | ------------ | ------------ | ------------ | ------------ | ------------ | ------ | ------ | ------ | ------ | ------ | ------ | -- |
| Serie A      | 38    | 13      | 6       | 3       | 4       | 21      | 15      | 13           | 5            | 2            | 6            | 15           | 21           | 26     | 11     | 5      | 10     | 36     | 36     | 0  |
| Coppa Italia | -     | 0       | 0       | 0       | 0       | 0       | 0       | 2            | 1            | 0            | 1            | 3            | 2            | 2      | 1      | 0      | 1      | 3      | 2      | +1 |
| Totale       | -     | 13      | 6       | 3       | 4       | 21      | 15      | 15           | 6            | 2            | 7            | 18           | 23           | 27     | 12     | 4      | 11     | 39     | 38     | +1 |

### Andamento in campionato
| Giornata  | 1 | 2 | 3 | 4 | 5 | 6 | 7  | 8  | 9 | 10 | 11 | 12 | 13 | 14 | 15 | 16 | 17 | 18 | 19 | 20 | 21 | 22 | 23 | 24 | 25 | 26 | 27 | 28 |
| --------- | - | - | - | - | - | - | -- | -- | - | -- | -- | -- | -- | -- | -- | -- | -- | -- | -- | -- | -- | -- | -- | -- | -- | -- | -- | -- |
| Luogo     | C | T | T | C | T | C | C  | T  | C | T  | C  | C  | T  | C  | T  | T  | C  | T  | C  | T  | C  | R  | T  | T  | C  | T  | R  | C  |
| Risultato | P | P | P | N | P | P | N  | N  | V | V  | N  | P  | N  | P  | P  | P  | V  | V  | V  | V  | V  | -  | P  | V  | V  | V  | -  | V  |
| Posizione | 6 | 7 | 8 | 8 | 8 | 9 | 10 | 10 | 8 | 7  | 6  | 6  | 7  | 7  | 7  | 7  | 6  | 6  | 6  | 6  | 6  | 6  | 6  | 6  | 6  | 6  | 6  | 6  |

Legenda:

Luogo: C = Casa; T = Trasferta. Risultato: V = Vittoria; N = Pareggio; P = Sconfitta.

### Statistiche delle giocatrici
| Giocatore        | Serie A  | Serie A | Serie A     | Serie A    | Coppa Italia | Coppa Italia | Coppa Italia | Coppa Italia | Totale   | Totale | Totale      | Totale     |
| Giocatore        | Presenze | Reti    | Ammonizioni | Espulsioni | Presenze     | Reti         | Ammonizioni  | Espulsioni   | Presenze | Reti   | Ammonizioni | Espulsioni |
| ---------------- | -------- | ------- | ----------- | ---------- | ------------ | ------------ | ------------ | ------------ | -------- | ------ | ----------- | ---------- |
| K. Ol'chovik     | 1        | 0       | 0           | 0          | 1            | 0            | 0            | 0            | 2        | 0      | 0           | 0          |
| V. Battelani     | 0        | 0       | 0           | 0          | -            | -            | -            | -            | 0        | 0      | 0           | 0          |
| M. Bellucci      | 22       | 0       | 3           | 0          | 2            | 0            | 0            | 0            | 24       | 0      | 3           | 0          |
| A. Bragonzi      | 5        | 0       | 0           | 1          | -            | -            | -            | -            | 5        | 0      | 0           | 1          |
| B. Brignoli      | 21       | 1       | 3           | 0          | 2            | 0            | 0            | 0            | 23       | 1      | 3           | 0          |
| M. Brustia       | 6        | 0       | 0           | 0          | -            | -            | -            | -            | 6        | 0      | 0           | 0          |
| R. Bueno         | 2        | 0       | 0           | 0          | 0            | 0            | 0            | 0            | 2        | 0      | 0           | 0          |
| L. Clelland      | 24       | 10      | 1           | 0          | -            | -            | -            | -            | 24       | 10     | 1           | 0          |
| N. Da Canal      | 1        | 0       | 0           | 0          | -            | -            | -            | -            | 1        | 0      | 0           | 0          |
| E. Di Nallo      | 0        | 0       | 0           | 0          | -            | -            | -            | -            | 0        | 0      | 0           | 0          |
| T. Dongus        | 19       | 1       | 1           | 0          | 1            | 0            | 0            | 0            | 20       | 1      | 1           | 0          |
| A. Ferrara       | 1        | 0       | 0           | 0          | -            | -            | -            | -            | 1        | 0      | 0           | 0          |
| M.L. Filangeri   | 24       | 1       | 1           | 0          | 1            | 0            | 0            | 0            | 25       | 1      | 1           | 0          |
| E. Goldoni       | 15       | 2       | 1           | 0          | 1            | 0            | 0            | 0            | 16       | 2      | 1           | 0          |
| D. Hashemi       | 7        | 0       | 1           | 0          | -            | -            | -            | -            | 7        | 0      | 1           | 0          |
| R. Jane          | 22       | 3       | 1           | 0          | 2            | 2            | 0            | 0            | 24       | 5      | 1           | 0          |
| I. Kresche       | 20       | -28     | 0           | 0          | 1            | -2           | 0            | 0            | 21       | -30    | 0           | 0          |
| N. Lauria        | 3        | -3      | 0           | 0          | 1            | 0            | 0            | 0            | 4        | -3     | 0           | 0          |
| L. Lonni         | 4        | -5      | 0           | 0          | 0            | 0            | 0            | 0            | 4        | -5     | 0           | 0          |
| K. Maková        | 0        | 0       | 0           | 0          | 0            | 0            | 0            | 0            | 0        | 0      | 0           | 0          |
| S. Mella         | 17       | 0       | 3           | 0          | 2            | 0            | 0            | 0            | 19       | 0      | 3           | 0          |
| G. Moraca        | 5        | 0       | 2           | 0          | 1            | 1            | 0            | 0            | 6        | 1      | 2           | 0          |
| V. Monterubbiano | 19       | 4       | 2           | 0          | 2            | 0            | 0            | 0            | 21       | 4      | 2           | 0          |
| V. Nagy          | 15       | 0       | 0           | 0          | 1            | 0            | 0            | 0            | 16       | 0      | 0           | 0          |
| I. Nocchi        | 3        | 0       | 0           | 0          | -            | -            | -            | -            | 3        | 0      | 0           | 0          |
| J. Nowak         | 13       | 0       | 1           | 0          | 1            | 0            | 0            | 0            | 14       | 0      | 1           | 0          |
| B. Orsi          | 17       | 0       | 3           | 0          | 2            | 0            | 0            | 0            | 19       | 0      | 3           | 0          |
| M. Perselli      | -        | -       | -           | -          | 1            | 0            | 0            | 0            | 1        | 0      | 0           | 0          |
| M.C. Petrillo    | -        | -       | -           | -          | -            | -            | -            | -            | -        | -      | -           | -          |
| D. Philtjens     | 24       | 1       | 4           | 0          | 2            | 0            | 0            | 0            | 26       | 1      | 4           | 0          |
| C. Pleidrup      | 26       | 1       | 4           | 0          | 2            | 0            | 0            | 0            | 28       | 1      | 4           | 0          |
| G. Pondini       | 16       | 1       | 1           | 0          | 2            | 0            | 0            | 0            | 18       | 1      | 1           | 0          |
| E. Popadinova    | 6        | 1       | 1           | 0          | -            | -            | -            | -            | 6        | 1      | 1           | 0          |
| C. Realista      | 0        | 0       | 0           | 0          | -            | -            | -            | -            | 0        | 0      | 0           | 0          |
| D. Sabatino      | 12       | 5       | 1           | 0          | -            | -            | -            | -            | 12       | 5      | 1           | 0          |
| M. Sciabica      | 11       | 1       | 0           | 0          | 1            | 0            | 0            | 0            | 12       | 1      | 0           | 0          |
| M. Tomaselli     | 17       | 3       | 2           | 0          | 1            | 0            | 0            | 0            | 18       | 3      | 2           | 0          |
| G. Tudisco       | 5        | 0       | 1           | 0          | 2            | 0            | 0            | 0            | 7        | 0      | 1           | 0          |